# Mikhaïlovka
Mikhaïlovka (en russe : Михайловка) est une ville de l'oblast de Volgograd, en Russie, et le centre administratif du raïon de Mikhaïlovka. Sa population s'élevait à 58 656 habitants en 2013.

## Géographie

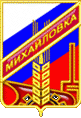
Blason de l'époque soviétique

Mikhaïlovka est située sur la rive droite de la rivière Medveditsa, un affluent du Don, à 210 km au nord-ouest de Volgograd. 

## Histoire
Mikhaïlovka est établie en 1762 comme un village nommé d'après le nom de son propriétaire, Mikhaïl Sebriakov. 
Elle accéda au statut de commune urbaine en 1936 et à celui de ville en 1948.

## Population
Recensements (*) ou estimations de la population
| 1897*  | 1939*  | 1959*  | 1970*  | 1979*  |
| ------ | ------ | ------ | ------ | ------ |
| 17 000 | 18 000 | 34 984 | 49 797 | 58 193 |

| 1989*  | 2002*  | 2010*  | 2012   | 2013   |
| ------ | ------ | ------ | ------ | ------ |
| 58 323 | 60 034 | 59 132 | 58 857 | 58 656 |

## Économie
L'économie de Mikhaïlovka est dominée par deux cimenteries : 
- OAO Sebriakovtsement (en russe : ОАО Себряковцемент ou ОАО Себряковский цементный завод, OAO Sebriakovski tsementny zavod), fondée en 1953, privatisée en 1992 ; emploie 2 160 salariés[2].
- OAO SKAI (en russe : ОАО СКАИ pour ОАО Себряковский комбинат асбесто-цементных изделий, OAO Sebriakovski kombinat asbesto-tsementnykh izdeli), fondée en 1955 et privatisée en 1992, la plus grande usine de produits en amiante-ciment de l'ex-URSS ; emploie 6 000 salariés[3].